# Chapelle de Lyonnet
La chapelle de Lyonnet est un édifice religieux catholique, situé sur la commune de Saint-Paul-en-Chablais en Haute-Savoie.

## Historique
La chapelle fut construite en 1860 d'après un vœu d'une habitante du hameau.
En 1993, l'édifice est entièrement restauré.